# 201型潜水艦
201型潜水艦 (201がたせんすいかん、ドイツ語: U-Boot-Klasse 201) は、ドイツ連邦海軍（西ドイツ海軍）が運用していた通常動力型潜水艦の艦級。第二次世界大戦後、初めて新規に建造された艦級。東西ドイツ分裂下での西ドイツの主権回復（1955年）と再軍備に先立つ軍備制限議定書（1954年）に基づき課せられた制限の範囲内で設計されたため、極めて小型の艦型である。

## 来歴
第二次世界大戦後、連合軍軍政期においてドイツは一旦は非武装化された。しかし冷戦構造の成立に伴い、1949年のドイツ連邦共和国（西ドイツ）建国後、1951年には連邦国境警備隊、1955年には連邦軍が設置され、翌1956年にはその海洋戦力として連邦海軍（Bundesmarine; 西ドイツ海軍）が建軍された。
建軍直後の1956年、西ドイツ海軍は最初の艦艇新造計画を発表した。この計画には小型潜水艦12隻の建造が盛り込まれており、これによって建造されたのが本級である。計画は、インジェニエーアコント・リューベック（IKL）設計事務所において1957年より着手され、1959年より実際の設計作業に入った。

## 設計
西ドイツ海軍潜水艦の運用構想は、北大西洋条約機構（NATO）の一員として、ソ連海軍の沿岸攻撃を阻止することが第一であった。従って、第二次世界大戦中のように遠くに敵を求める必要はなく、行動範囲や兵装搭載量ははるかに少なくとも良いことになった。一方で、沿岸での対潜戦や艦艇攻撃のために、水中高速性や隠密性が要求されることになった。敵ASWに対する被探知防止では、アクティブ・ソナーに対するターゲット・ストレングス（TS; レーダーでのRCSに相当する概念）低減とともに、磁気探知機（MAD）対策という観点からも、比較的小型の艦型が採択された。またMAD対策のため、船殻素材としては非磁性鋼（AM10調質）が採用された。構造様式は単殻式とされているが、耐爆強度を得るため耐圧殻の板厚を増しており、重量軽減のため耐圧横隔壁はない。浸水事故に備えて、バラスト・タンク内にはヒドラジンガスを急速に発生させる装置が設置された。
また主機関についても、新機軸が導入された。第二次世界大戦世代のUボートでは、ディーゼル直結推進方式による2軸推進が採用されていたのに対し、技術発展を踏まえて、本型ではディーゼル直流発電機2基と二重電機子式の電動機によるディーゼル・エレクトリック方式で1軸を駆動する構成が採用された。電池は3群構成とされた。なお、水中放射雑音低減のため、艦内の機器類は全て緩衝装置を介して取り付けられている。
8門の魚雷発射管を持つが艦内に予備の魚雷を持たず、撃ち尽くせば帰還するようになっていた。また各発射管には機雷を2発ずつ搭載することもできた。

## 配備
上記の通り、本型は磁気探知機への対策として非磁性鋼で建造されたが、これが仇になり、まもなく深刻な腐食の問題が発生した。このことから、U4以降は防食のため溶融亜鉛めっきを施すなどの改良を施した発展型である205型に設計変更されることになり、本型として建造されたのは3隻のみで、これらも早期退役に追い込まれることとなった。なお、これらのうち、U3は1962年から1964年にかけてノルウェー海軍に貸与された。
| #    | 艦名 | 造船所 | 起工                        | 就役                        | 退役                        |
| ---- | ---- | ------ | --------------------------- | --------------------------- | --------------------------- |
| S180 | U1   | HDW    | 1960年 6月8日               | 1962年 3月20日              | 1963年 6月22日              |
| S181 | U2   | HDW    | 1960年 9月1日               | 1962年 5月3日               | 1963年 8月15日              |
| S182 | U3   | HDW    | 1960年 10月12日             | 1964年 6月20日              | 1967年 9月15日              |
| S183 | U4   | HDW    | 205型として設計変更して建造 | 205型として設計変更して建造 | 205型として設計変更して建造 |